# 山本健児
山本 健児（やまもと けんじ、1895年（明治28年）9月20日 - 1975年（昭和50年）4月14日）は、日本の陸軍軍人。最終階級は陸軍中将。

## 経歴
高知県高知市西町出身。山本雄秀・駒の二男として生れる。幼少期は神童と呼ばれ、友人の遊びを断り蔵に籠り読書三昧が日課であったという。県立中学海南学校、大阪陸軍地方幼年学校、中央幼年学校を経て、1916年（大正5年）5月、陸軍士官学校（28期）を卒業。同年12月、歩兵少尉に任官し歩兵第62連隊付となる。1920年（大正9年）4月、歩兵中尉に進み、1923年（大正12年）11月、陸軍大学校（35期）を卒業した。
1924年（大正13年）2月から10月まで操縦学生として訓練を行った。同年10月、飛行第5大隊付となる。1925年（大正14年）5月、兵科を航空兵科に転じ航空兵中尉に任じられ飛行第5連隊付となる。同中隊長、陸軍航空本部員、下志津陸軍飛行学校教官などを歴任し、1931年（昭和6年）8月、航空兵少佐に昇進した。
1933年（昭和8年）8月、陸軍省軍務局課員に就任し、1935年（昭和10年）8月、航空兵中佐に進級。同年12月、飛行第12連隊付となり、航空本部員を経て、1938年（昭和13年）3月、航空兵大佐に昇進し航空本部第3課長に就任した。
1938年12月、陸軍航空総監部第2課長兼航空本部第4課長に発令され、次いで飛行第12戦隊長に着任。ノモンハン事件に出動した。1941年（昭和16年）7月、第7飛行団長に就任。同年8月、陸軍少将に進級し太平洋戦争を迎え、南方の諸作戦に参加した。
1942年（昭和17年）12月、浜松陸軍飛行学校幹事となり、同校長を経て、1944年（昭和19年）6月、第8飛行師団長心得に就任し台湾防空の任を担った。同年10月、陸軍中将に進み、第8飛行師団長に親補された。台湾で終戦を迎え、1946年（昭和21年）に復員。1947年（昭和22年）11月28日、公職追放仮指定を受けた。
戦後は、朝日生命保険顧問、高知県軍人恩給連盟初代会長などを歴任した。墓所は高知市小高坂丹中山。

## 栄典
- 勲二等瑞宝章[3]